# Micropterus treculii
Il persico del Guadalupe (Micropterus treculii, Vaillant & Bocourt, 1883) è un pesce d'acqua dolce appartenente all'ordine dei Perciformi e alla famiglia dei Centrarchidi.
È il pesce simbolo del Texas